# Luther Place Memorial Church
L'église commémorative Luther Place, en anglais Luther Place Memorial Church, est un édifice religieux protestant situé au Thomas Circle à Washington, à 800 mètres de la Maison-Blanche. La paroisse est membre de l'Église évangélique luthérienne d'Amérique (ELCA).
L'église est de style néo-gothique. Elle est élevée en 1873 comme un mémorial à la paix et à la réconciliation après la guerre de Sécession. Son nom est alors Memorial Evangelical Lutheran Church. Une statue en bronze du réformateur Martin Luther, offerte par l'empereur allemand Guillaume Ier en 1884, est située devant l'église.

## Histoire
L'église commémorative Luther Place est construit en 1873 par les architectes Judson York, JC Harkness et Henry Davis. Deux bancs sont réservés aux généraux nordiste Ulysses S. Grant et sudiste Robert Lee. En 1879, est élevé installé au centre de Thomas Circle la statue équestre éponyme Major General George Henry Thomas, un des dix-huit monuments de la guerre de Sécession à Washington.
Le premier pasteur de l'église est John George Butler (1826-1909). Fervent abolitionniste, il est aumônier militaire pendant la guerre de Sécession. A la fin de la guerre civile, en 1865, il est nommé aumônier de la Chambre des représentants des États-Unis (en) puis de 1886 à 1896 du Sénat des États-Unis.

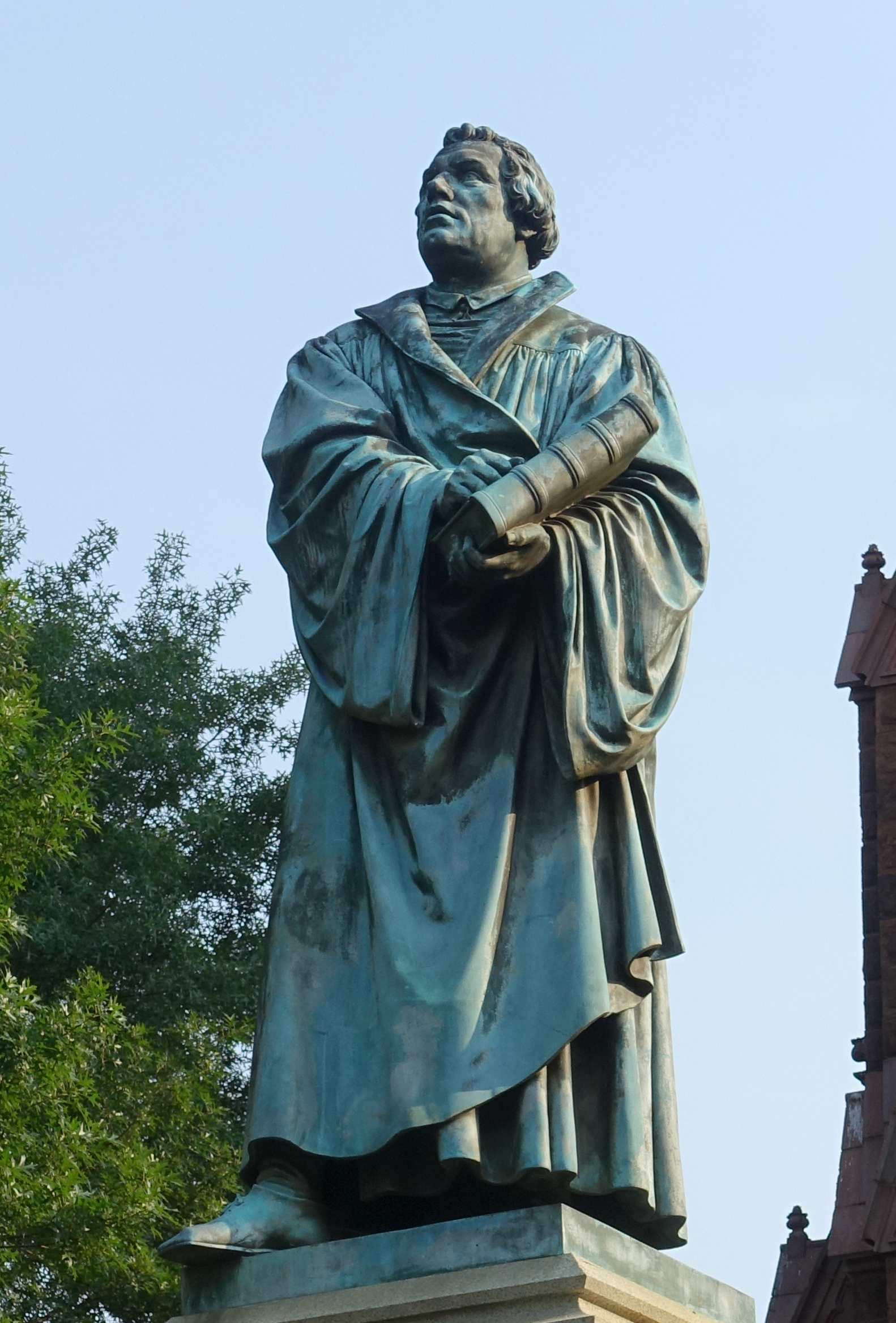
Monument à Martin Luther, Washington

En 1884, plus de 10 000 personnes assistes à l'inauguration de la statue de Martin Luther, à l'occasion du 400e anniversaire de sa naissance. C'est une reproduction en bronze du Monument à la mémoire de Martin Luther, élevée en 1868 à Worms, en Allemagne. L'artiste allemand est Ernst Friedrich August Rietschel.

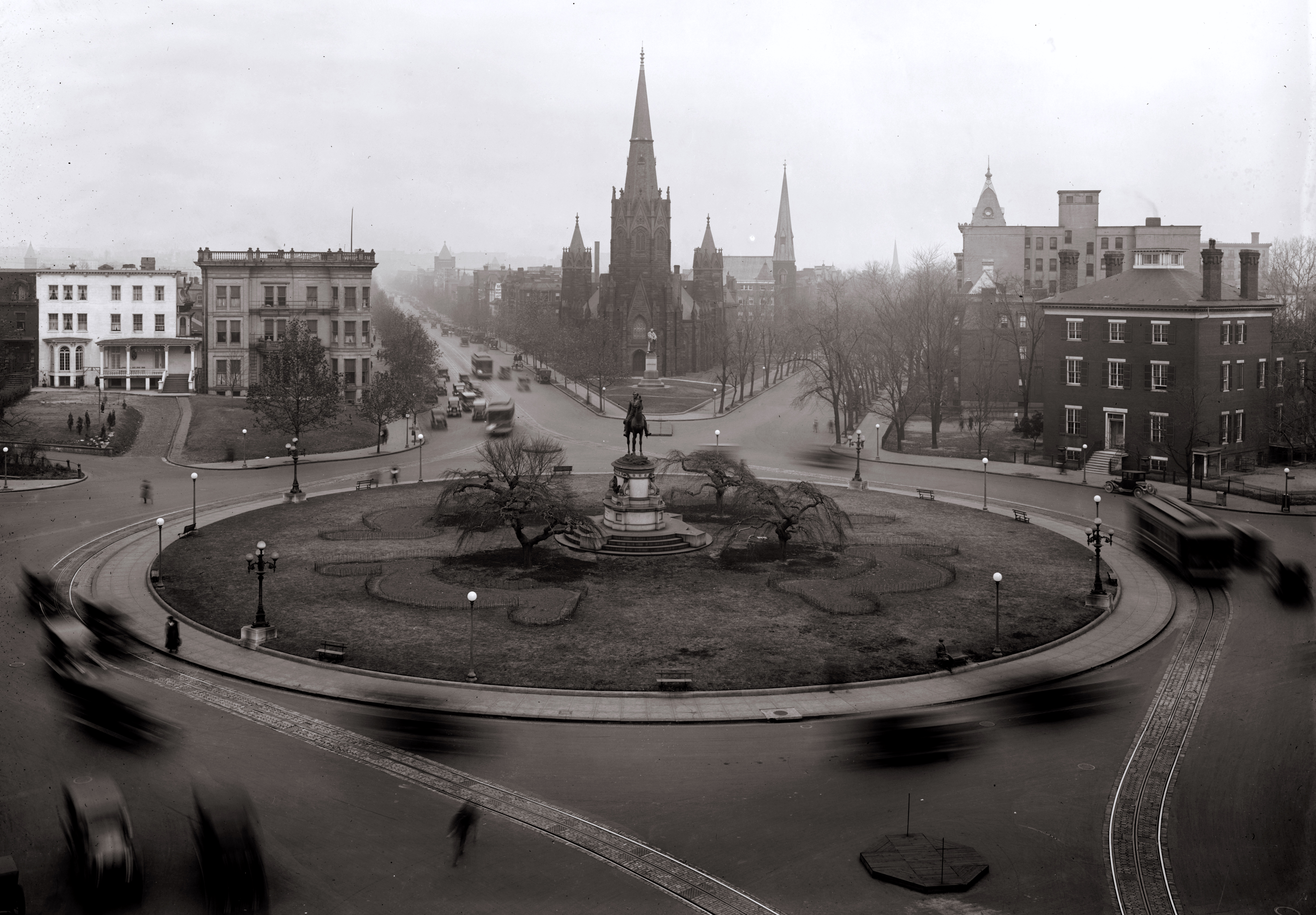
Thomas Circle et la Luther Place Memorial Church en 1922

En 1904, l'église est endommagé par un incendie. Lors de la cérémonie de réouverture, après la restauration de l'église, le président Theodore Roosevelt déclare : « l'Église luthérienne est destinée à devenir l'une des deux ou trois églises majeures, parmi les plus nettement américaines. »
Dans les années d'émeutes qui suivent l'assassinat du pasteur Martin Luther King en avril 1968, Luther Place accueille les blessés de la ville et héberge, soigne et nourrit plus de 10 000 personnes.
En 2007, l'intérieur du sanctuaire est restauré, et de nouveaux vitraux sont installés. En 2009, les portes sont décorées de peintures représentant la militante Dorothy Day, François d'Assise, et  saint Martin de Birmingham.

## Initiatives solidaires

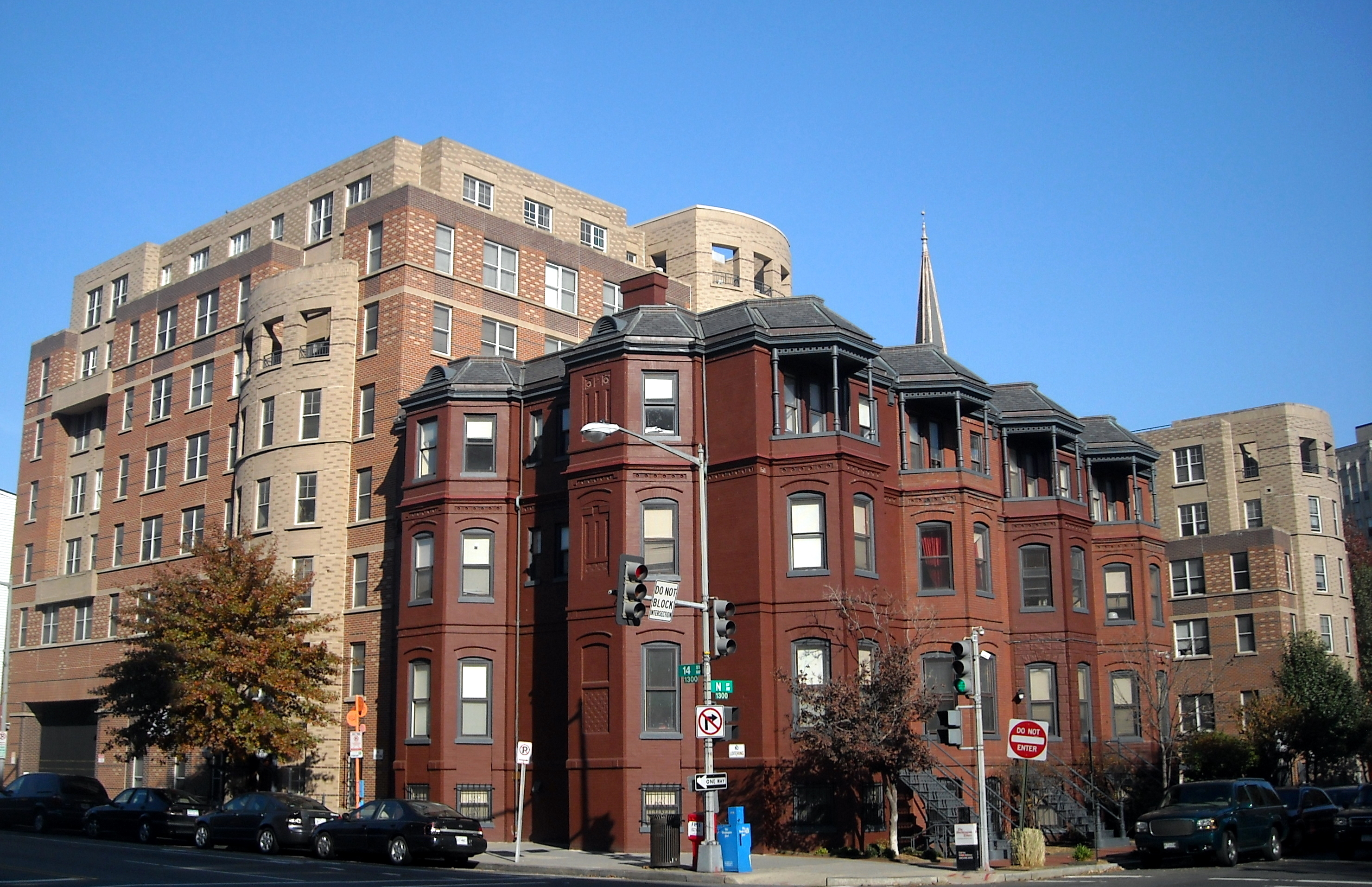
Village de la rue N

En 1970, l'église appelle un nouveau pasteur, John Steinbruck, qui avait desservi un quartier du centre-ville d'Easton, en Pennsylvanie. Sous sa direction, la congrégation transforme des maisons délabrées sur N Street en siège de programmes sociaux tels que Bread for the City, Deborah's Place, Zacchaeus Medical Clinic, Sarah House, Bethany Women's Center, Dietrich Bonheoffer House, Abraham Welcome House et organise le numéro d'urgence social DC. Une communauté d'action sociale multiconfessionnelle, porté par l'église Luther Place, est composée des communautés protestantes, juives et catholiques (ProJeCt). Au cours de l'hiver 1979, l'église ouvre ses portes aux sans-abri.
En décembre 1996, ouvre un nouvel établissement qui comprenait Promise Place (logements pour les programmes pour femmes sans-abri) et Eden House (51 appartements desservant les personnes et les familles à revenu faible et modéré). S'ajoute la Maison de Miriam pour les femmes vivant avec le VIH/SIDA et la Maison d'Erna, des logements supervisés permanents pour les femmes sans abri. L'ensemble de programmes dessert maintenant environ 1 000 femmes par an, ce qui représente 63 pour cent de la population adulte de femmes sans-abri de Washington.

## Description
L'extérieur de l'église est recouvert de grès rouge de la carrière Seneca, la même carrière qui a fourni la pierre du bâtiment de la Smithsonian Institution.
L'édifice est renommé pour ses vitraux, représentant douze figure de la Réforme protestante : le roi de Suède Gustave II Adolphe, le réformateur tchèque Jan Hus, le réformateur anglais John Wycliffe, le réformateur allemand Philippe Mélanchthon, le réformateur Martin Luther, le pasteur américain Martin Luther King, le théologien allemand Dietrich Bonhoeffer, la militante antiraciste Harriet Tubman, le réformateur écossais John Knox, le réformateur français Jean Calvin, le réformateur allemand Ulrich Zwingli et le fondateur du méthodisme anglais John Wesley.